# Jagdschein (Redewendung)
Als jemand, der „einen Jagdschein hat“, wurde und wird im deutschsprachigen Raum umgangssprachlich eine Person bezeichnet, die aufgrund von bescheinigter Unzurechnungsfähigkeit einen (imaginären) Freibrief besitzt. Die Redewendung rührt daher, dass der Inhaber eines Jagdscheins in seinem Revier Jagd auf Wild machen darf, während dies anderen bei Strafe verboten ist, und eine unzurechnungsfähige Person analog dazu einen (imaginären) Freibrief hat, der es ihr erlaubt, straflos für andere verbotene Dinge zu tun (vgl. aber mögliche Unterbringung unten).
In Deutschland steht in § 20 und § 21 StGB eine gesetzliche Regelung, die eine Schuldfähigkeit ausschließt bzw. mindert, wenn der Täter aufgrund einer krankhaften psychischen Störung nicht oder nur eingeschränkt in der Lage ist, das Unrecht der Tat einzusehen oder nach dieser Einsicht zu handeln. Der schuldunfähige Täter kann zwar nicht bestraft werden, aber psychisch kranke oder suchtkranke Rechtsbrecher, die im Sinne von § 20 oder § 21 StGB als schuldunfähig oder vermindert schuldfähig gelten und bei denen zugleich unter Gesamtwürdigung des Täters und seiner Tat eine weitere Gefährlichkeit zu erwarten ist, können nach § 63 und § 64 StGB im Maßregelvollzug untergebracht werden.